# Nilo Inga
Jaime Nilo Inga Huamán (Huáchac, Chupaca, 4 de marzo de 1977) es un actor, guionista, cineasta y político peruano. Es conocido por dirigir las películas «Sangre y tradición» y «El tunche, misterios de la selva».
Fue, además, alcalde del distrito de Huáchac.

## Biografía
Nació el 4 de marzo de 1977 en el distrito de Huáchac, que en ese momento formaba parte de la provincia de Huancayo y hoy en día es parte de la provincia de Chupaca. Realizó sus estudios primarios en la escuela N.º 30074 y los secundarios en el colegio «Santa Rosa» de Huáchac.
En 2017, fue electo como alcalde distrital de Huáchac, esto luego de haber perdido las elecciones anteriores por solo 400 votos.

el Jurado Nacional de Elecciones anuló la credencial de Inga y emitió una convocatoria oficial al primer regidor Jaime Yoni Cueva Fernández para que ocupe el puesto de alcalde distrital.

## Trayectoria cinematográfica
En 1995, ingresó a la Escuela Nacional Superior de Arte Dramático de Lima, donde se especializó en actuación y pedagogía teatral, destacando en la dirección artística y escénica. En 1997, se unió al Centro Cultural Waytay, participando en la realización de diversos montajes teatrales bajo la dirección de Javier Maravi Aranda.
En 1998, aún estudiante, grabó su primer mediometraje titulado «Terror de Huánac». En 1999, fundó la productora «Inti Films" en colaboración con Richard Huarcaya y Gustavo Benito, donde realizaron la primera versión de «Sangre y tradición».
Después de graduarse de la Escuela de Arte en el año 2000, regresó a Huáchac. En ese mismo año, filmó «La muerte de mi amada» y «Huaca», esta última coproducida por la Escuela de Comunicación "Comunicadores Asociados" de Huancayo.
En 2004, estableció la empresa cinematográfica Max Planck Video-Imágenes, donde también trabajaba como docente. En los años subsiguiente se dedicó a realizar películas educativas como «Un grito desesperado», «Sombras de la soledad», «Sangre y tradición» en su segunda versión y «Cadena de cristal».
El mayor logro de Nilo Inga Huamán llegó con la película de temática mitológica «El tunche, misterios de la selva», en la que dirigió a actores reconocidos como Reynaldo Arenas, Carolina Infante y Gustavo Cerrón, así como a jóvenes talentos de Huancayo y la selva central. Este logro le permitió presentar su trabajo internacionalmente en festivales en países como Francia, Alemania (Múnich), España, Italia, Colombia y participar en la Competencia de Postproducción en Quito, Ecuador.
En la actualidad, forma parte de la junta directiva de la Asociación de Cineastas Andinos del Perú, fundada en agosto de 2007.

## Reconocimientos
El 21 de agosto de 2005, bajo la Resolución directoral N.º 076, el Consejo Nacional de Cinematografía Peruana reconoció a Nilo Huamán como:
- Personaje ilustre de la provincia de Chupaca y Difusor Ilustre de la Cultura Peruana.
- Difusor Ilustre del Patrimonio Cultural de la Región Junín.

## Filmografía

### Como actor
- Broom flower como el camarada Osvaldo (2004)

### Como director
- Terror en Huánac (1998)
- Sangre y tradición (Primera versión-1999)
- La muerte de mi amada (2000)
- Huaca (2000)
- Jardín de horror (2001)
- Un grito desesperado (2004)
- Sangre y tradición (Segunda versión-2005)
- Sombras de soledad (2005)
- El tunche, misterios de la selva (2006)
- Cadena de cristal (2007)[9]
- Yurak Quilla (2008)[9]
- Con nervios de toro (2012)[10]
- Madeline (2024)[11]